# Kiyohiko Azuma
Kiyohiko Azuma (東清彦 / あずまきよひこ?, Azuma Kiyohiko; Takasago, 27 maggio 1968) è un fumettista giapponese.
Spesso firma i propri lavori usando il proprio nome in hiragana, creando confusione sulla sua reale sessualità, dato che è impossibile stabilire se il finale del suo nome sia il suffisso femminile -ko o quello maschile -hiko. Nei suoi primi lavori hentai usava lo pseudonimo Jōji Jonokuchi (序ノ口譲二?, Jonokuchi Jōji).
Il suo lavoro più celebre è certamente Azumanga daiō, mentre attualmente sta lavorando a Yotsuba &!, che è serializzato mensilmente sulla rivista Dengeki Daiō. Fra gli altri suoi lavori ci sono anche dōjinshi con protagonisti personaggi di Neon Genesis Evangelion, Sailor Moon, Chi ha bisogno di Tenchi? e Battle athletes daiundōkai.
Lo stile di Azuma è facilmente riconoscibile, essendosi distinto dal comune stile dei manga per il suo tratto estremamente pulito e le sue storie di quotidianità realistiche e al tempo stesso divertenti.

## Opere
- Inma no ranbu (1997, hentai)
- Try! Try! Try! (1998, 2001)[7]
- Wallaby (1998-2000)
- Azumanga daiō (1999-2002)
- Azumanga ōdama (1999, spin-off di Azumanga daiō con protagonista Kimura)
- Magical Play (2001-2002)[8]
- Yotsuba &! (2003-in corso)[9]